# Punctacteon eloiseae
Espèce
Synonymes
- Acteon eloiseae Abbott, 1973

Punctacteon eloiseae est une espèce de gastéropode marin de la famille des Acteonidae.

## Étymologie
Son nom renvoie à Eloise, le prénom de la femme du docteur Donald Bosch qui fut l'un des rares praticiens à exercer la chirurgie à l'hôpital américain de Matrah dans les années 1950.

## Distribution
C'est une espèce rare qui se rencontre principalement à Masirah, une île de l'océan Indien située au large de la côte orientale du Sultanat d'Oman.

## Philatélie
Le Sultanat d'Oman lui a dédié un timbre émis en 1982 sous le nom « Acteon eloiseae ».